# 何成濬
何 成濬（か せいしゅん）は中華民国の軍人。中国同盟会以来の革命派人士で、国民革命軍でも要職を歴任した。字は雪竹、雪舟。

## 事跡

### 革命派としての活動
初めは学問の道を歩み、湖北武昌経心書院、両湖高等学堂で学ぶ。1907年（光緒33年）、日本に留学し、東京振武学校を経て陸軍士官学校第5期歩兵科に入学した。この間に中国同盟会に加入している。1909年（宣統元年）、卒業・帰国し、湖北督練公所や陸軍部軍制司で職に就いた。
中華民国成立後の1912年（民国元年）2月、南京の中華民国臨時政府で陸軍部副官長に任ぜられた。4月、北京へ遷都した後も、南京の留守政府で総務庁庁長をつとめる。翌年、第二革命（二次革命）に革命派として参戦したものの、敗北して日本に逃れた。以後も、護国戦争、護法運動に参加する。1922年（民国11年）、福建省で東路討賊軍前敵総指揮に任ぜられ、翌年には福建各軍総指揮となった。1924年（民国13年）10月、湖北招討使兼建国軍北伐総司令部参謀長（同年冬、左翼総指揮）に任ぜられ、孫文（孫中山）による北伐に従事したが、これは失敗に終わり、いったん上海に引退している。

### 国民革命軍での活動

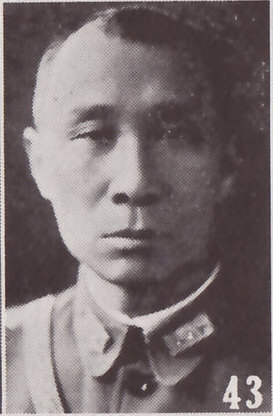
何成濬別影（『最新支那要人伝』1941年）

1925年（民国14年）9月、蔣介石により東征軍総部総参議に起用され、前線に復帰する。翌年7月には国民革命軍総司令部総参議に任ぜられ、北伐の指揮に参与する。同年10月、湖北省で湖北政務委員会の設立を担当した。1927年（民国16年）春、国民政府軍事委員会委員となり、翌1928年（民国17年）3月、軍事委員会委員長駐徐州行営主任に任ぜられる。なお同年5月の済南事件に際しては、中国側として交渉当事者の1人となった。10月、国民政府参軍処参軍長となり、北伐終盤には呉鉄城や方本仁と共に国民政府代表として東北に赴き、張学良の易幟を促している。
1929年（民国18年）春、討逆軍第9軍軍長となる。同年3月、中国国民党第3期中央執行委員に当選し（続く第4期から第6期でも中央執行委員に当選）、5月、湖北省政府主席となった。12月、第5路軍総指揮も兼ねている。1932年（民国21年）3月、省政府主席を辞任し、6月、豫鄂皖三省剿匪総司令部左路軍司令官として紅軍討伐に従事した。翌年3月、軍事委員会委員長保定行営主任に転じている。日中戦争（抗日戦争）勃発に伴い、1937年（民国26年）10月に何成濬は湖北省政府主席へ復帰し、戦闘体制の整備に尽力する。翌年6月、省政府主席を離れ、軍事委員会軍法執行総監に転じた。
1946年（民国35年）5月、軍人とては引退して湖北省に戻り、省参議会議長に選出された。1949年（民国38年）、香港に移り、1951年（民国40年）に台湾へ赴いた。以後、総統府国策顧問、総統府資政、国民党中央評議委員、国民党紀律監察委員会委員などを歴任している。1961年（民国50年）5月7日、台北市にて死去。享年80（満78歳）。

## 著作
- 『八十回憶』

## 注
1. 1 2 3 4 5  徐主編（2007）、665頁。
2. 1 2 3 4 5  劉国銘主編（2005）、1103頁。
3. 1 2  東亜問題調査会編（1941）、29頁。
4. ↑  東亜問題調査会編（1941）、29頁によると、北平市長代理や東三省攻略軍総司令を務めたとしているが、徐主編（2007）、665頁と劉国銘主編（2005）、1103頁にはその旨の記述は見当たらない。
5. ↑  ただし1930年2月までは、実務を民政庁庁長方本仁に委ね、何自身は軍務を引き続きつとめている。
6. ↑  東亜問題調査会編（1941）、30頁。